# Pont Mehmed Pacha Sokolović
Le pont Mehmed Pacha Sokolović à Višegrad est un pont achevé en 1577 en Bosnie-Herzégovine. Depuis 2007, il est inscrit  sur la liste du patrimoine mondial.
Le pont est notamment connu pour être dépeint dans le roman de 1945 Le Pont sur la Drina d'Ivo Andrić, lauréat du prix Nobel de littérature en 1961.

## Caractéristiques

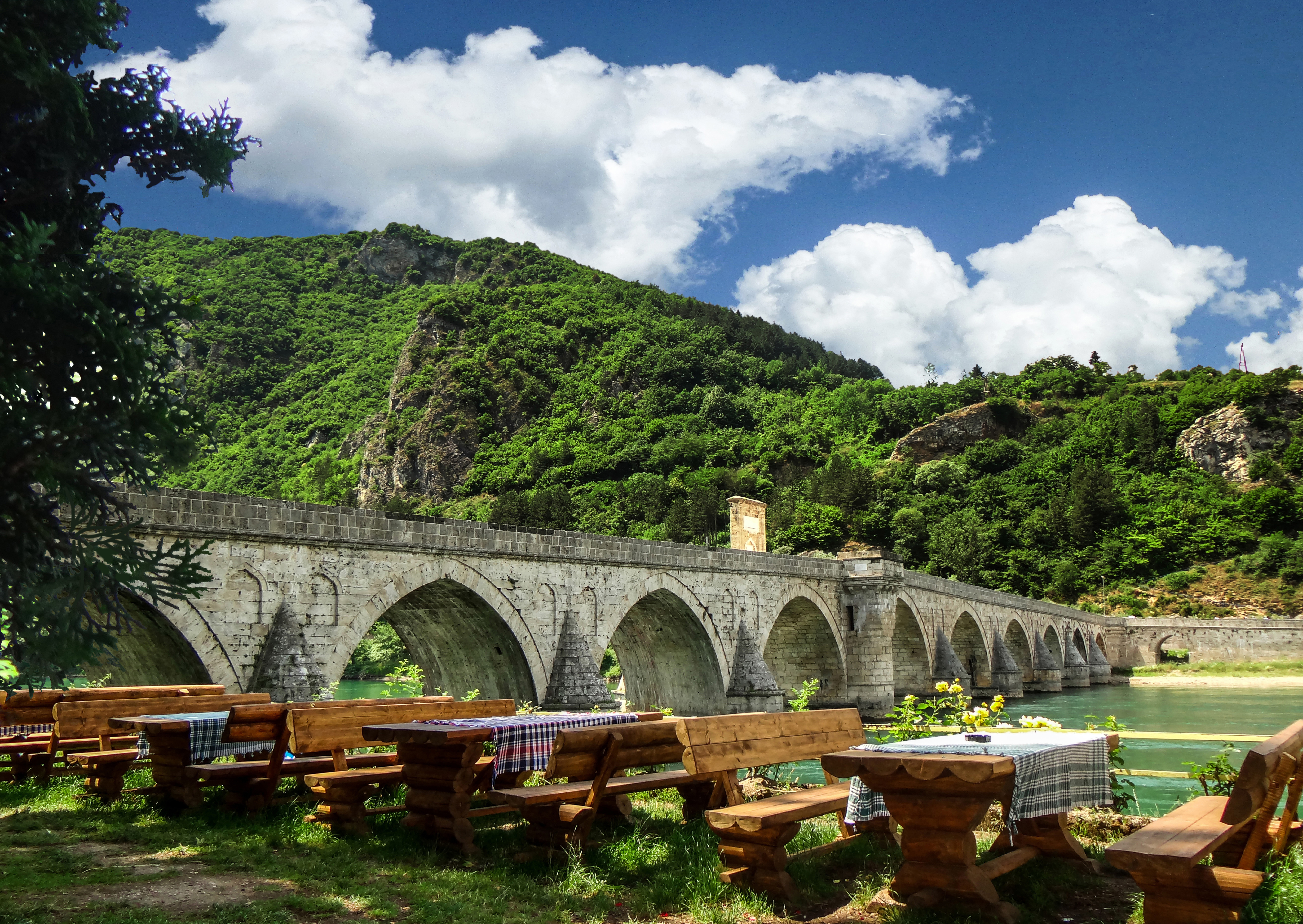
Vue du pont depuis les berges de la Drina.

Le pont possède 11 arches dont les ouvertures sont de 11 et 15 mètres, ainsi qu'une rampe d'accès (rive gauche) de 4 arches pour une longueur totale de 179,5 m. La largeur de chaussée du pont est de 6 mètres, avec un rebord de 60 cm de chaque côté. La largeur de la rampe d'accès est de 6,6 mètres.
Côté amont, au milieu du pont, une extension rectangulaire présente un portail aveugle avec sur plaque de marbre des inscriptions en écriture arabe, indiquant les dates de construction et les remerciements à Mehmed Pacha Sokolović.
Côté aval, une extension rectangulaire permet de s'asseoir à plusieurs : lieu de repos avec dossier.
Les pierres en travertin sont extraites d'une carrière locale. Elles sont liées par du mortier de chaux et des attaches en fer et en plomb.

## Histoire
Au débouché des gorges de la Drina, le passage est intéressant commercialement. 
Il s'effectuait en bateau.
Il s'est effectué également par ponts en bois, tous très provisoires, vu les variations de débit de la rivière.
Typique de l'architecture ottomane, le pont de pierre a été construit sur une commande de Mehmed pacha Sokolović, grand vizir, originaire de la ville, par l'architecte Sinan à la fin du XVIe siècle pour enjamber la Drina.
Les seules réfections anciennes connues datent de 1625 (et/ou 1664) et 1873-1875.
Au milieu du pont, tardivement installée (1800 ?), une importante tour en bois en assure la protection, avec canons, et sert aussi à percevoir les droits de douane. Elle est détruite en 1886.
L'inondation exceptionnelle de 1896 (crue de 15,4 m avec dépassement du pont de 1,6 m) ébranle les piles et les parapets, qui sont renforcés en 1911-1912.
En 1915, dans leur repli, les troupes serbes dynamitent deux piles, mais le pont continue à fonctionner pendant 25 ans avec des poutrelles d'acier.
Rétabli en 1939-1940, il est à nouveau dynamité lors des combats entre Partisans titistes et Chetniks serbes : la moitié du pont (quatre piliers et cinq arches) est endommagée. Les travaux de reconstruction se font en 1950-1952.
Dans les années 1960, la construction des deux centrales hydroélectriques menace durablement la solidité du pont, qui nécessite des renforcements.
En 1986, la construction d'un second pont en aval libère le pont ancien d'une partie du trafic.
Durant les massacres de 1992-1995, le pont sert aux exécutions.
En 2003, le pont est interdit à toute circulation automobile.
Les travaux de 2010-2015, sur financement turc et en coopération avec l'université Džemal Bijedić de Mostar (en), permettent de rétablir un état satisfaisant.